# Corte Costituzionale (Colombia)
La Corte costituzionale della Colombia (in spagnolo: Corte Constitucional de Colombia) è l'organo di giustizia costituzionale del Paese, cui spetta giudicare la conformità delle norme di legge alla Costituzione e risolvere i conflitti tra lo Stato federale, i Dipartimenti e le Comuni.
La corte è stata concepita come un organo giudiziario specializzato e indipendente dai poteri legislativo, esecutivo e giudiziario.
La corte è composta da nove giudici, assistiti da magistrati ausiliari e segretari.
La sede della Corte si trova a Bogotà.

## Giudici attuali
- Cristina Pardo Schlesinger (Presidente)
- Diana Constanza Fajardo Rivera (Vicepresidente)
- Jorge Enrique Ibáñez Najar
- Alejandro Linares Cantillo
- Paola Andrea Meneses Mosquera
- Gloria Stella Ortiz Delgado
- José Fernando Reyes Cuartas
- Antonio José Lizarazo Ocampo
- Natalia Ángel Cabo